# خامتای سیفاندون
خامتای سیفاندون (لائو: ຄຳໄຕ ສີພັນດອນ؛ زادهٔ ۸ فوریهٔ ۱۹۲۴ – درگذشتهٔ ۲ آوریل ۲۰۲۵) یک سیاستمدار اهل لائوس بود. وی از فوریه ۱۹۹۸ تا ژوئن ۲۰۰۶ رئیس‌جمهور این کشور بود. بعد از وی چومالی سایاسونه جایگزین وی شد. سیفاندون در سال ۱۹۵۴ به حزب کمونیست هندوچین پیوست و در سال ۱۹۵۶ به عضویت کمیته مرکزی حزب انقلابی خلق لائوس درآمد. سیفاندون تا زمان مرگش دومین رهبر پیر در جهان و پیرترین رئیس‌جمهور پیشین لائوس بود.

## درگذشت
سیفاندون در ۲ آوریل ۲۰۲۵ در محل اقامت خود در وینتیان در سن ۱۰۱ سالگی درگذشت. دولت لائوس از ۳ تا ۷ آوریل را عزای عمومی اعلام کرد. دبیرکل حزب کمونیست ویتنام تو لام، نخست‌وزیر ویتنام فام مینه چین، دبیرکل حزب کمونیست چین شی جین پینگ، نخست‌وزیر تایلند پائونگ‌ترن شیناواترا، پادشاه تایلند ماها واجیرالونگکورن و ملکه تایلند سوتیدا، نخست‌وزیر ژاپن شیگرو ایشیبا، رئیس‌جمهور روسیه پوتین. الکساندر لوکاشنکو از بلاروس و هان مانت، نخست‌وزیر کامبوج، پیام‌های تسلیت خود را به مناسبت درگذشت سیفاندون ارسال کردند. در ۳ آوریل، لام رهبری ویتنام یک هیئت بلندپایه را برای ادای احترام به سیفاندون به وینتیان فرستاد. ویتنام از ۴ آوریل به مدت دو روز عزای عمومی اعلام کرد. کوبا نیز از ۵ آوریل یک روز عزای عمومی اعلام کرد.